# Anthaxia millefolii polychloros
Anthaxia millefolii polychloros é uma subespécie de insetos coleópteros polífagos pertencente à família Buprestidae.
A autoridade científica da subespécie é Abeille de Perrin, tendo sido descrita no ano de 1894.
Trata-se de uma subespécie presente no território português.